# Піраншехр
Піраншехр (перс. پیرانشهر, курд. پیرانشار — місто в остані (провінції) Західний Азербайджан, Іран. Адміністративний центр однойменного шагрестану. За даними перепису населення у 2017 році, населення міста становило 138 864 жителів.
Піраншехр є центром історичного регіону Мокріян.

## Географія
Місто розташоване на північному заході Ірану на кордоні між Іраном та Іраком. На північний захід від нього знаходиться гора Сія-Кух (Siyah Kooh), південніше — гора Сіпан. У цих горах бере почало річка Малий Заб, що є лівою притокою річки Тигр.

### Клімат
Місто знаходиться у зоні, котра характеризується вологим континентальним кліматом зі спекотним літом. Найтепліший місяць — липень із середньою температурою 23.2 °C (73.8 °F). Найхолодніший місяць — січень, із середньою температурою -5.1 °С (22.8 °F).
| Клімат Піраншехра       | Клімат Піраншехра | Клімат Піраншехра | Клімат Піраншехра | Клімат Піраншехра | Клімат Піраншехра | Клімат Піраншехра | Клімат Піраншехра | Клімат Піраншехра | Клімат Піраншехра | Клімат Піраншехра | Клімат Піраншехра | Клімат Піраншехра | Клімат Піраншехра |
| Показник                | Січ.              | Лют.              | Бер.              | Квіт.             | Трав.             | Черв.             | Лип.              | Серп.             | Вер.              | Жовт.             | Лист.             | Груд.             | Рік               |
| Середній максимум, °C   | −0,3              | 1,9               | 7,7               | 14,2              | 20,6              | 26,6              | 31                | 30,7              | 26,6              | 18,9              | 10,8              | 3,1               | 16                |
| Середня температура, °C | −5,1              | −3,1              | 2,4               | 8,4               | 13,9              | 18,8              | 23,2              | 22,7              | 18,7              | 12                | 5                 | −1,7              | 9,6               |
| Середній мінімум, °C    | −10,1             | −8,5              | −2,9              | 2,6               | 7,1               | 10,7              | 14,7              | 14,1              | 9,7               | 5                 | −0,8              | −6,3              | 2,9               |
| Норма опадів, мм        | 53.3              | 61.4              | 84.5              | 85.8              | 52.9              | 14.9              | 5.8               | 3.4               | 0.9               | 30.1              | 52.1              | 55.1              | 500.2             |
| Днів з опадами          | 11                | 10,9              | 12,6              | 13                | 11                | 4,3               | 2,7               | 2,3               | 2,4               | 7,5               | 7,7               | 9,7               | 95,1              |
| Вологість повітря, %    | 74                | 72.4              | 65.7              | 58.9              | 51.3              | 41                | 36.6              | 36.2              | 37.3              | 51.5              | 64.3              | 72.8              | 55.2              |
| ----------------------- | ----------------- | ----------------- | ----------------- | ----------------- | ----------------- | ----------------- | ----------------- | ----------------- | ----------------- | ----------------- | ----------------- | ----------------- | ----------------- |
| Джерело: Weatherbase    |                   |                   |                   |                   |                   |                   |                   |                   |                   |                   |                   |                   |                   |

## Населення
За національним складом у місті переважно проживають курди, азербайджанці, за віросповіданням більшість становлять шиїти.

## Економіка
Місто відоме виробництвом граніту різних видів. У Піраншехрі знаходиться прикордонний термінал «Тамарчин», через який слідують вантажі з Іраку в арабські країни.

## Етимологія назви
Піраншехр означає місто піранів (пірани — місцева народність).